# ترانزیت (فیلم ۲۰۰۴)
ترانزیت (به انگلیسی: The Journey) فیلمی محصول سال ۲۰۰۴ و به کارگردانی لیگی جی.پولاپالی است. در این فیلم بازیگرانی همچون سوهاشی وی.نایر، کی.پی.آی.سی لالیتا، شروتی منون، والسالا منون ایفای نقش کرده‌اند.